# Caledonotrichia minor
Caledonotrichia minor är en nattsländeart som beskrevs av Sykora 1967. Caledonotrichia minor ingår i släktet Caledonotrichia och familjen smånattsländor. Inga underarter finns listade i Catalogue of Life.